# NGC 3431
NGC 3431 este o emission-line galaxy⁠(d) situată în constelația Cupa. A fost descoperită în 5 ianuarie 1887 de către Francis Leavenworth. Se află la o distanță de 82,8 de megaparseci de Pământ.